# Narsingi
Narsingi es una ciudad censal situada en el distrito de Rangareddy en el estado de Telangana (India). Su población es de 9449 habitantes (2011). Forma parte del área metropolitana de Hyderabad.

## Demografía
Según el censo de 2011 la población de Narsingi era de 9449 habitantes, de los cuales 4551 eran hombres y 4898 eran mujeres. Narsingi tiene una tasa media de alfabetización del 78,30%, superior a la media estatal del 67,02%: la alfabetización masculina es del 80,89%, y la alfabetización femenina del 75,96%.